# Tropidoderus michaelseni
Tropidoderus michaelseni är en insektsart som beskrevs av Werner 1912. Tropidoderus michaelseni ingår i släktet Tropidoderus och familjen Phasmatidae. Inga underarter finns listade i Catalogue of Life.